# ویتالی ساوین

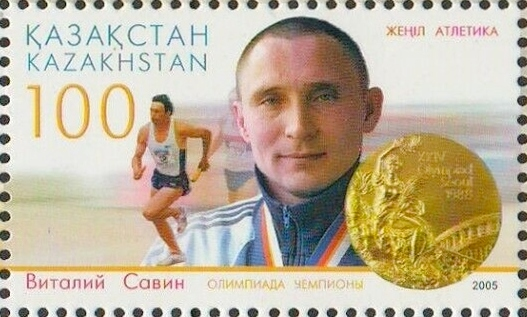
تمبر یادبود ویتالی ساوین در سال ۲۰۰۵

ویتالی ساوین (روسی: Виталий Анатольевич Савин؛ زادهٔ ۲۳ ژانویهٔ ۱۹۶۶) دونده اهل شوروی و قزاقستان بود.
از افتخارات وی میتوان به کسب مدال طلا دو ۱۰۰×۴ متر در بازی‌های المپیک تابستانی ۱۹۸۸ اشاره کرد.